# Rás Tailteann
Rás Tailteann – coroczna wieloetapowa impreza kolarska, znajdująca się kiedyś w kalendarzu federacji międzynarodowej UCI wśród wyścigów Europe Tour. Organizowany regularnie w latach 1953 - 2018. 

## Zwycięzcy[2]
| Edycja                            | Zwycięzca             | Kraj            | Team                               |
| Rás Tailteann 1953                | Colm Christle         | Irlandia        | James' Gate C.C.                   |
| Rás Tailteann 1954                | Joe O'Brien           | Irlandia        | National C.C.                      |
| Rás Tailteann 1955                | Gene Mangan           | Irlandia        | Kerry                              |
| Rás Tailteann 1956                | Paudie Fitzgerald     | Irlandia        | Kerry                              |
| Rás Tailteann 1957                | Frank Ward            | Irlandia        | Dublin                             |
| Rás Tailteann 1958                | Mick Murphy           | Irlandia        | Kerry                              |
| Rás Tailteann 1959                | Ben McKenna           | Irlandia        | Metah                              |
| Rás Tailteann 1960                | Paddy Flanagan        | Irlandia        | Kildare                            |
| Rás Tailteann 1961                | Tom Finn              | Irlandia        | Dublin Team                        |
| Rás Tailteann 1962                | Sé O'Hanlon           | Irlandia        | Dublin                             |
| Rás Tailteann 1963                | Zbigniew Głowaty      | Polska          | Polska                             |
| Rás Tailteann 1964                | Paddy Flanagan        | Irlandia        | Kildare                            |
| Rás Tailteann 1965                | Sé O'Hanlon           | Irlandia        | Dublin                             |
| Rás Tailteann 1966                | Sé O'Hanlon           | Irlandia        | Dublin                             |
| Rás Tailteann 1967                | Sé O'Hanlon           | Irlandia        | Dublin                             |
| You Are Better Off Saving RT 1968 | Miloš Hrazdíra        | Czechosłowacja  | Czechosłowacja                     |
| You Are Better Off Saving RT 1969 | Brian Connaughton     | Irlandia        | Meath                              |
| You Are Better Off Saving RT 1970 | Aleksandr Gusyatnikov | ZSRR            | ZSRR                               |
| You Are Better Off Saving RT 1971 | Colm Nulty            | Irlandia        | Meath                              |
| You Are Better Off Saving RT 1972 | John Mangan           | Irlandia        | Kerry                              |
| Tayto RT 1973                     | Mike O'Donaghue       | Irlandia        | Carlow                             |
| Discover Ireland RT 1974          | Peter Doyle           | Irlandia        | I.C.F.                             |
| Discover Ireland RT 1975          | Paddy Flanagan        | Irlandia        | Kildare                            |
| Discover Ireland RT 1976          | Fons Steuten          | Holandia        | Holandia                           |
| The Health Race RT 1977           | Yuri Lavrushkin       | ZSRR            | ZSRR                               |
| The Health Race RT 1978           | Séamus Kennedy        | Irlandia        | Kerry                              |
| The Health Race RT 1979           | Stephen Roche         | Irlandia        | Irlandia                           |
| The Health Race RT 1980           | Billy Kerr            | Irlandia        | Irlandia                           |
| Tirolia RT 1981                   | Jamie McGahan         | Wielka Brytania | Szkocja                            |
| Tirolia RT 1982                   | Dermot Gilleran       | Irlandia        | Irlandia                           |
| Dairy RT 1983                     | Philip Cassidy        | Irlandia        | Irlandia                           |
| FBD Milk Rás 1984                 | Stephen Delaney       | Irlandia        | Dublin                             |
| FBD Milk Rás 1985                 | Nikolay Kosyakov      | ZSRR            | ZSRR                               |
| FBD Milk Rás 1986                 | Stephen Spratt        | Irlandia        | Irlandia                           |
| FBD Milk Rás 1987                 | Paul McCormack        | Irlandia        | Longford                           |
| FBD Milk Rás 1988                 | Paul McCormack        | Irlandia        | Irlandia                           |
| FBD Milk Rás 1989                 | Dainis Ozols          | ZSRR            | ZSRR                               |
| FBD Milk Rás 1990                 | Ian Chivers           | Irlandia        | Irlandia                           |
| FBD Milk Rás 1991                 | Kevin Kimmage         | Irlandia        | Meath                              |
| FBD Milk Rás 1992                 | Stephen Spratt        | Irlandia        | Irlandia                           |
| FBD Milk Rás 1993                 | Éamonn Byrne          | Irlandia        | Dublin Wheelers                    |
| FBD Milk Rás 1994                 | Declan Lonergan       | Irlandia        | Irlandia                           |
| FBD Milk Rás 1995                 | Paul McQuaid          | Irlandia        | Irlandia                           |
| FBD Milk Rás 1996                 | Tommy Evans           | Irlandia        | Armagh                             |
| FBD Milk Rás 1997                 | Andrew Roche          | Wyspa Man       | Kerry                              |
| FBD Milk Rás 1998                 | Ciarán Power          | Irlandia        | Irlandia                           |
| FBD Milk Rás 1999                 | Philip Cassidy        | Irlandia        | Irlandia                           |
| FBD Milk Rás 2000                 | Julian Winn           | Wielka Brytania | Walia                              |
| FBD Milk Rás 2001                 | Paul Manning          | Wielka Brytania | Wielka Brytania                    |
| FBD Milk Rás 2002                 | Ciarán Power          | Irlandia        | Irlandia-Stena Line                |
| FBD Milk Rás 2003                 | Chris Newton          | Wielka Brytania | Wielka Brytania                    |
| FBD Milk Rás 2004                 | David McCann          | Irlandia        | Irlandia-Thornton's Recycling Team |
| FBD Insurance Rás 2005            | Chris Newton          | Wielka Brytania | Recycling.co.uk                    |
| FBD Insurance Rás 2006            | Kristian House        | Wielka Brytania | Recycling.co.uk                    |
| FBD Insurance Rás 2007            | Tony Martin           | Niemcy          | Thüringer Energie Team             |
| FBD Insurance Rás 2008            | Stephen Gallagher     | Irlandia        | An Post–Sean Kelly                 |
| FBD Insurance Rás 2009            | Simon Richardson      | Wielka Brytania | Rapha Condor recycling.co.uk       |
| FBD Insurance Rás 2010            | Alexander Wetterhall  | Szwecja         | Team Sprocket Pro                  |
| An Post Rás 2011                  | Gediminas Bagdonas    | Litwa           | An Post-Sean Kelly                 |
| An Post Rás 2012                  | Nicolas Baldo         | Francja         | Atlas Personal-Jakroo              |
| An Post Rás 2013                  | Marcin Białobłocki    | Polska          | Team UK Youth                      |
| An Post Rás 2014                  | Clemens Fankhauser    | Austria         | Tirol Cycling Team                 |
| An Post Rás 2015                  | Lukas Pöstlberger     | Austria         | Tirol Cycling Team                 |
| An Post Rás 2016                  | Clemens Fankhauser    | Austria         | Tirol Cycling Team                 |
| An Post Rás 2017                  | James Gullen          | Wielka Brytania | JLT–Condor                         |
| Rás Tailteann 2018                | Luuc Bugter           | Holandia        | Delta Cycling Rotterdam            |